# Matheus Donelli
Matheus Planelles Donelli (San Paolo, 17 maggio 2002) è un calciatore brasiliano, portiere del Corinthians.

## Carriera

### Club
Donelli è cresciuto nel settore giovanile del Corinthians, dove è stato promosso in prima squadra ad inizio 2021 come vice del titolare Cássio. Ha debuttato in prima squadra il 3 marzo 2021 nell'incontro del Campionato Paulista pareggiato 2-2 contro il Palmeiras. Il 27 maggio seguente ha esordito anche in Coppa Sudamericana contro il River Plate, ed il 2 novembre ha giocato il suo primo incontro in Série A, mantenendo la porta inviolata contro la Chapecoense.
Nel 2024, con il passaggio di Cássio al Cruzeiro e la messa ai margini di Carlos Miguel in procinto di cambiare club, è stato nominato nuovo portiere titolare del Timão.

### Nazionale
Nel 2019 ha preso parte con il Brasile Under-17 al campionato mondiale tenutosi in Brasile, vinto in finale contro il Messico. Ha inoltre ricevuto il premio di miglior portiere della competizione.
Nel 2023 ha partecipato con la nazionale olimpica ai Calcio ai XIX Giochi panamericani, conquistati in finale contro i padroni di casa del Cile.

## Statistiche

### Presenze e reti nei club
Statistiche aggiornate al 10 dicembre 2024.
| Stagione        | Squadra         | Campionato      | Campionato | Campionato | Coppe nazionali | Coppe nazionali | Coppe nazionali | Coppe continentali | Coppe continentali | Coppe continentali | Altre coppe | Altre coppe | Altre coppe | Totale | Totale | Totale |
| Stagione        | Squadra         | Comp            | Pres       | Reti       | Comp            | Pres            | Reti            | Comp               | Pres               | Reti               | Comp        | Pres        | Reti        | Pres   | Reti   |        |
| --------------- | --------------- | --------------- | ---------- | ---------- | --------------- | --------------- | --------------- | ------------------ | ------------------ | ------------------ | ----------- | ----------- | ----------- | ------ | ------ | ------ |
| 2021            | Corinthians     | A1/SP+A         | 3+1        | -4+0       | CB              | 0               | 0               | CS                 | 1                  | 0                  |             | -           | -           | 5      | -4     |        |
| 2022            | Corinthians     | A1/SP+A         | 2+3        | -2+-6      | CB              | 0               | 0               | CL                 | 0                  | 0                  |             | -           | -           | 5      | -8     |        |
| 2023            | Corinthians     | A1/SP+A         | 0          | 0          | CB              | 0               | 0               | CL+CS              | 0                  | 0                  |             | -           | -           | 0      | 0      |        |
| 2024            | Corinthians     | A1/SP+A         | 0+7        | 0+-12      | CB              | 0               | 0               | CS                 | 0                  | 0                  |             | -           | -           | 7      | -12    |        |
| Totale carriera | Totale carriera | Totale carriera | 16         | -24        |                 | 0               | 0               |                    | 1                  | 0                  |             | -           | -           | 17     | -24    |        |

## Palmarès

### Club

#### Competizioni statali
- Campionato paulista: 1

Corinthians: 2025

### Nazionale
- Campionato mondiale Under-17: 1

Brasile 2019
- Giochi panamericani: 1

Cile 2023

### Individuale
- Miglior portiere del Mondiale Under-17

Brasile 2019